# Mališevo
Mališevo (alb. Malishevë) je gradić u središnjem dijelu Kosova.